# جون ماكينا
جون ماكينا (بالإنجليزية: John McKenna)‏ هو نحات بريطاني، ولد في 1964 في مانشستر في المملكة المتحدة.